# 天主教卡伊教區
天主教卡伊教區（拉丁語：Dioecesis Kayesensis）是馬里一個羅馬天主教教區。屬巴馬科總教區。
1947年6月12日設立代牧區，1963年7月6日升為教區。
教區包括卡伊區和庫利科羅區納拉縣，2006年有8,000名教友（佔轄區總人口0.6%）、八個堂區、十七名司鐸。現任教區主教為約納·德姆貝勒。